# Äreminne
Äreminne är en numera sedan länge urmodig form av akademisk vältalighet.
Äreminnet utgjorde en karakteristik av någon stor man med ensidigt lovprisande av hans förtjänster och överskylande av hans fel samt med uppbjudande av all retorisk konst och utsmyckning i framställningssättet. Äreminnets ursprung kan spåras tillbaka till antiken. Enligt Diodoros Siculus var det i Egypten övligt att prästerna inför det församlade folket höll lovtal över avlidna kungar. Hos grekerna firades i kollektiva högtidstal krigare, som stupat för fosterlandet (exempelvis Perikles tal över de första atenare, som föll i Peloponnesiska kriget), och hos romarna hölls minnestal över enskilda framstående personer (exempelvis av Valerius Publicola över Brutus, av Antonius över Cæsar, av Nero över Claudius, av Marcus Aurelius över Antoninus, tal som emellertid inte bevarats till eftervärlden). Jämväl som rent litterärt och retoriskt arbete var äreminnet inte främmande för antikens människor, och retorerna i Rom fann ända till slutet av 500-talet i panegyriken en säker väg till rykte och de mäktigas gunst. 
Efter akademiers instiftande i det nyare Europa kom äreminnet till heders, huvudsakligen i den form det hade fått under senromerska tiden, och gjordes till föremål för akademiska pristävlingar, i synnerhet i Frankrike. Sedan vältaligheten där länge strött underdånigt smicker för Ludvig XIV, ägnade man den i stället åt prisandet av den klassiska forntidens ryktbara män, och arten bragtes till fulländning av Antoine-Léonard Thomas. Hos denne var en stoisk kärlek till frihet och dygd uppdriven till en permanent hänförelse, som yttrar sig i en entonigt ståtlig och högtravande stil, ett hopande av abstrakta uttryck och konstlade omskrivningar, med undvikande av att nämna tingen vid deras rätta namn. Stilen utmärks därjämte av sentensrikedom och utarbetning i de minsta detaljer. Arten kom högt i anseende, emedan den lämpade sig för framställning av upplysningsfilosofins läror i en högtidlig och förnäm form. 
I Sverige odlades den först av Anders Johan von Höpken, men fick insteg i synnerhet genom Svenska akademien; Gustav III vann själv stora priset med sitt äreminne över Torstenson, och kort därefter bragtes arten till fulländning av Lehnberg. Äreminnet hade ett estetiskt, idealiserande syfte, vida skilt från den osminkade historiska framställningens. Fylld av vördnad för sitt föremål, ville lovtalaren inte uppehålla sig vid skuggsidorna, men framställer det betydelsefulla hos en stor man, renat från tillfällighetens slagg. Emellertid är det svårt att vara i extas ett helt 
minnestal igenom, utan att detta sker på bekostnad av natur och sanning. Det blev följaktligen av nöden att hämta anledningar utifrån, att införa episoder, målningar och liknelser, så att lätt nog formen blev förmer än innehållet.